# 요아킴 고스케 몰트케

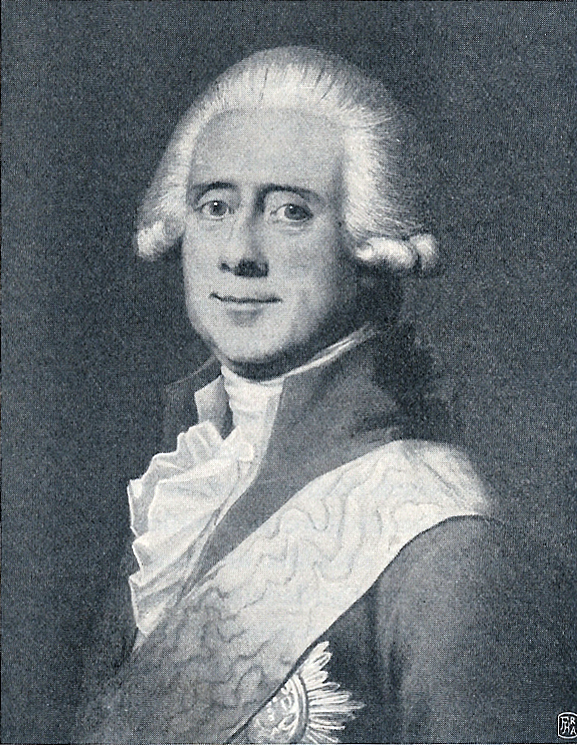
요아킴 고스케 몰트케

요아킴 고스케 몰트케(덴마크어: Joachim Godske Moltke, 1746년 7월 25일 ~ 1818년 10월 5일)는 덴마크의 정치인이다. 1814년부터 1818년까지 덴마크의 추밀고문관을 역임했다. 덴마크의 초대 총리를 역임한 아담 빌헬름 몰트케의 아버지이자 덴마크의 외교관인 아담 고틀로브 몰트케의 아들이기도 하다.